# Podnoszenie ciężarów na Letnich Igrzyskach Olimpijskich 1996 – waga lekka mężczyzn
Rywalizacja w wadze do 70 kg mężczyzn w podnoszeniu ciężarów na Letnich Igrzyskach Olimpijskich 1996 odbyła się 23 lipca 1996 roku w hali Georgia World Congress Center. W rywalizacji wystartowało 27 zawodników z 22 krajów. Tytułu sprzed czterech lat nie obronił Israel Militosjan z Armenii, który tym razem zajął szóste miejsce. Nowym mistrzem olimpijskim został Chińczyk Zhan Xugang, srebrny medal wywalczył Kim Myong-nam z Korei Północnej, a trzecie miejsce zajął Węgier Attila Feri.

## Wyniki
| Pozycja | Zawodnik               | Reprezentacja     | Waga  | Rwanie | Rwanie | Rwanie | Podrzut | Podrzut | Podrzut | Wynik |
| Pozycja | Zawodnik               | Reprezentacja     | Waga  | 1      | 2      | 3      | 1       | 2       | 3       | Wynik |
| ------- | ---------------------- | ----------------- | ----- | ------ | ------ | ------ | ------- | ------- | ------- | ----- |
| 1. !    | Zhan Xugang            | Chiny             | 69,98 | 155,0  | 160,0  | 162,5  | 190,0   | 192,5   | 195,0   | 357,5 |
| 2. !    | Kim Myong-nam          | Korea Północna    | 69,79 | 160,0  | 160,0  | 160,0  | 185,0   | 192,5   | 192,5   | 345,0 |
| 3. !    | Attila Feri            | Węgry             | 69,20 | 152,5  | 152,5  | 155,0  | 187,5   | 187,5   | 192,5   | 340,0 |
| 4       | Płamen Żeljazkow       | Bułgaria          | 69,61 | 150,0  | 150,0  | 155,0  | 180,0   | 185,0   | 185,0   | 335,0 |
| 5       | Abdel Manaane Yahiaoui | Algieria          | 69,62 | 145,0  | 150,0  | 152,5  | 180,0   | 185,0   | 187,5   | 335,0 |
| 6       | Israel Militosjan      | Armenia           | 69,88 | 150,0  | 152,5  | 155,0  | 177,5   | 182,5   | 187,5   | 335,0 |
| 7       | Wan Jianhui            | Chiny             | 69,50 | 152,5  | 152,5  | 155,0  | 180,0   | 185,0   | 185,0   | 332,5 |
| 8       | Idalberto Aranda       | Kuba              | 69,84 | 137,5  | 142,5  | 145,0  | 187,5   | 192,5   | 192,5   | 332,5 |
| 9       | Złatan Wasilew         | Bułgaria          | 69,31 | 150,0  | 155,0  | 155,0  | 180,0   | 185,0   | 185,0   | 330,0 |
| 10      | Andreas Behm           | Niemcy            | 69,39 | 142,5  | 147,5  | 150,0  | 180,0   | 187,5   | 187,5   | 327,5 |
| 11      | Ergun Batmaz           | Turcja            | 69,55 | 150,0  | 155,0  | 155,0  | 175,0   | 182,5   | –       | 325,0 |
| 12      | Hajk Jeghiazarjan      | Armenia           | 69,86 | 145,0  | 145,0  | 150,0  | 180,0   | 190,0   | 190,0   | 325,0 |
| 13      | Christos Spiru         | Grecja            | 69,51 | 140,0  | 145,0  | 150,0  | 172,5   | 177,5   | 180,0   | 322,5 |
| 14      | Tim McRae              | Stany Zjednoczone | 69,86 | 137,5  | 142,5  | 145,0  | 172,5   | 177,5   | 177,5   | 322,5 |
| 15      | Ołeksij Chiżniak       | Ukraina           | 69,94 | 142,5  | 147,5  | 147,5  | 172,5   | 177,5   | 182,5   | 320,0 |
| 16      | Serghei Cretu          | Mołdawia          | 69,68 | 137,5  | 137,5  | 142,5  | 172,5   | 177,5   | 177,5   | 315,0 |
| 17      | Jouni Grönman          | Finlandia         | 69,56 | 135,0  | 140,0  | 142,5  | 165,0   | 170,0   | 175,0   | 312,5 |
| 18      | Mojisola Oluwa         | Nigeria           | 69,84 | 135,0  | 140,0  | 142,5  | 165,0   | 170,0   | 170,0   | 310,0 |
| 19      | Noriaki Horikoshi      | Japonia           | 69,22 | 132,5  | 137,5  | 140,0  | 170,0   | 175,0   | 175,0   | 307,5 |
| 20      | Rudolf Lukáč           | Słowacja          | 69,38 | 135,0  | 140,0  | 140,0  | 167,5   | 177,5   | 177,5   | 302,5 |
| 21      | André Aldenhov         | Szwecja           | 69,83 | 135,0  | 135,0  | 140,0  | 165,0   | 172,5   | 172,5   | 300,0 |
| 22      | Abdalla Al-Sebaei      | Syria             | 69,89 | 130,0  | 135,0  | 135,0  | 160,0   | 160,0   | 160,0   | 290,0 |
| 23      | Samsudeen Kabeer       | Indie             | 69,75 | 115,0  | 120,0  | 125,0  | 140,0   | 145,0   | 150,0   | 275,0 |
| 24      | Marcelo Gandolfo       | Argentyna         | 69,05 | 115,0  | 120,0  | 125,0  | 140,0   | 150,0   | 150,0   | 260,0 |
| -       | Peter Kilapa           | Papua-Nowa Gwinea | 69,22 | 115,0  | 115,0  | 120,0  | 150,0   | 155,0   | 155,0   | –     |
| -       | Gabriel Lemme          | Argentyna         | 69,39 | 135,0  | 135,0  | 135,0  | –       | –       | –       | –     |
| -       | Gábor Molnár           | Węgry             | 69,44 | 145,0  | 145,0  | 145,0  | –       | –       | –       | –     |
| -       | Fedail Guler           | Turcja            | 69,96 | –      | –      | –      | –       | –       | –       | –     |